# 滇川银莲花
滇川银莲花（学名：Anemone delavayi）是毛茛科银莲花属的植物，为中国的特有植物。分布于中国大陆的云南、四川等地，生长于海拔2,400米至3,000米的地区，多生在山地林下以及林边较阴湿处，目前尚未由人工引种栽培。